# إيفيكا هورفات
إيفيكا هورفات (مواليد 16 يوليو 1926) هو لاعب كرة قدم. يلعب مع منتخب يوغوسلافيا لكرة القدم. سبق له أن لعب في كأس العالم لكرة القدم مع منتخب بلاده.

## مسيرته الكروية
لعب إيفيكا هورفات خلال مسيرته الاحترافية مع ناديين في أربعة عشر موسمًا وسجل خلالها هدفين أثنين ضمن 286 مباراة. ولم يفز بأي موسم بالكأس وفاز في ثلاثة مواسم بالدوري.
خاض إيفيكا هورفات مسيرته مع نادي دينامو زغرب في موسم 1945–46 ليلعب معه اثنا عشر موسمًا، مشاركًا في 230 مباراة سجل خلالها هدفين. ثم انتقل إلى نادي آينتراخت فرانكفورت في موسم 1957–58 ولمدة موسمين، حيث شارك في 56 مباراة ولم يسجل أي هدف.

## روابط خارجية
- إيفيكا هورفات على موقع الاتحاد الدولي (مؤرشف)  (الإنجليزية)
- إيفيكا هورفات على موقع قاعدة بيانات كرة القدم.إي يو (الإنجليزية)
- إيفيكا هورفات على موقع ناشيونال فوتبول تيمز (الإنجليزية)
- إيفيكا هورفات على موقع اللجنة الأولمبية الدولية (الإنجليزية)
- إيفيكا هورفات على موقع أوليمبيديا (الإنجليزية)